# 贝特勒维尔
贝特勒维尔（法語：Bertreville，法語發音：[bɛʁtʁəvil]）是法国滨海塞纳省的一个市镇，属于迪耶普区。

## 地理
贝特勒维尔（49°46'4"N, 0°34'48"E）面积3.22 平方千米，位于法国诺曼底大区滨海塞纳省，该省份为法国北部沿海省份，其西部及北部濒大西洋英吉利海峡，东起顺时针与索姆省、瓦兹省、厄尔省和卡爾瓦多斯省接壤。
与贝特勒维尔接壤的市镇（或旧市镇、城区）包括：贝尔托维尔、卡尼-巴维尔、万维尔、特维尔欧马约。
贝特勒维尔的时区为UTC+01:00、UTC+02:00（夏令时）。

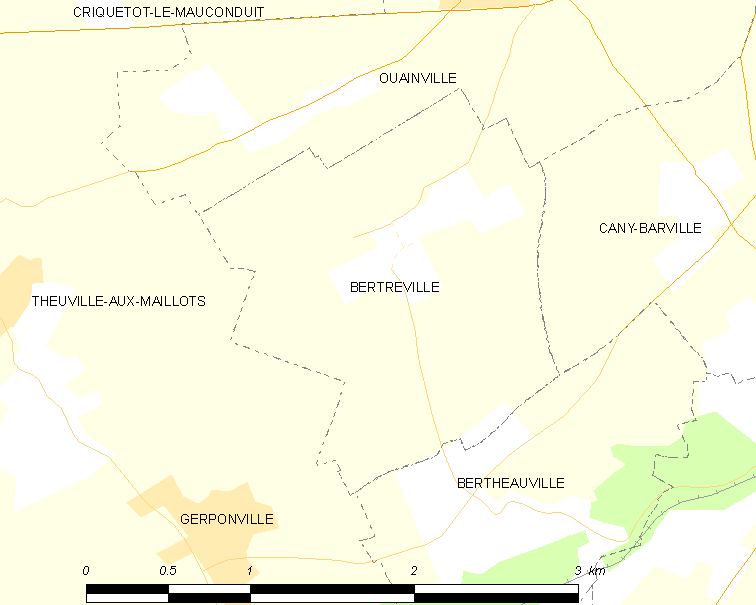
贝特勒维尔的OSM定位图

## 行政
贝特勒维尔的邮政编码为76450，INSEE市镇编码为76084。

## 政治
贝特勒维尔所属的省级选区为科地区圣瓦勒里县。

## 人口

1962-2008年间贝特勒维尔人口变化图示

贝特勒维尔于2022年1月1日时的人口数量为121人。